# Scopula haemaleata
Scopula haemaleata är en fjärilsart som beskrevs av W. Warren 1898. Scopula haemaleata ingår i släktet Scopula och familjen mätare. Inga underarter finns listade.